# William Larned

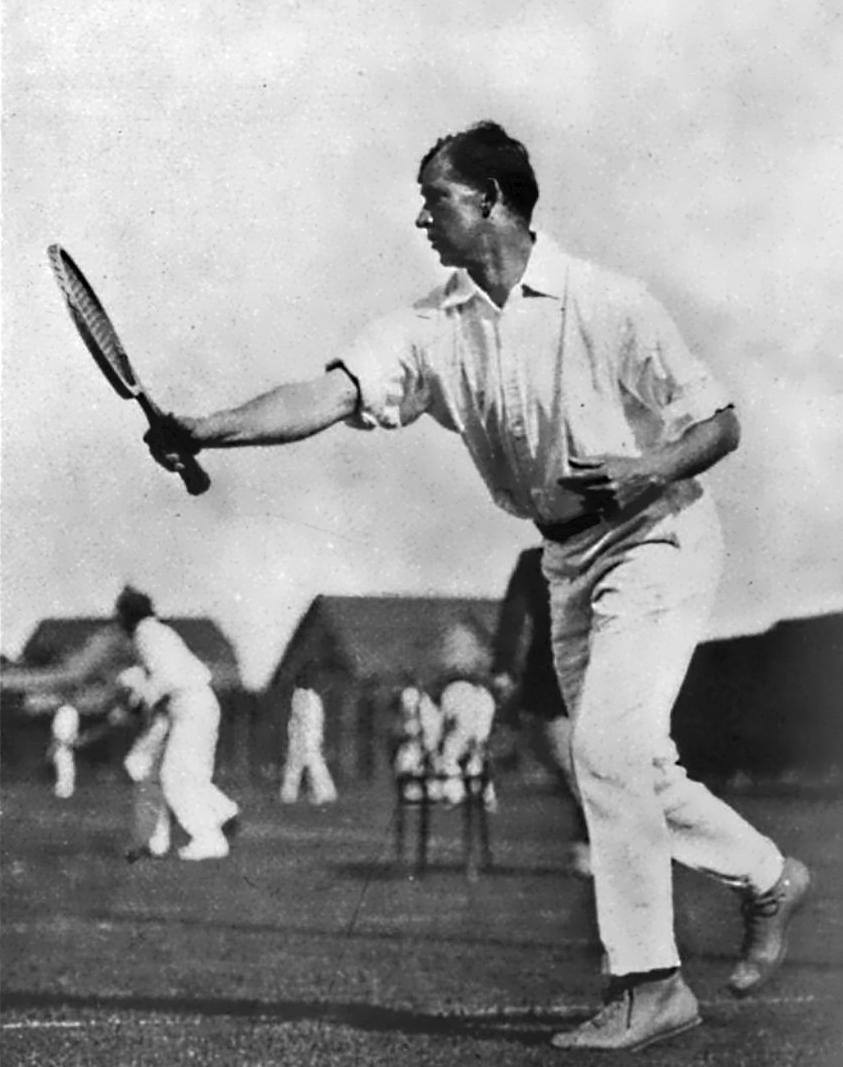
William Larned 1910.

William Augustus "Bill" Larned, född 30 december 1872 i Summit, New Jersey, död 16 december 1926 i New York, var en amerikansk högerhänt tennisspelare. Larned var under 1900-talets första årtionde en av USA:s bästa tennisspelare, och rankades vid åtta tillfällen som nummer ett. 
William Larned upptogs 1956 i International Tennis Hall of Fame.

## Tenniskarriären
Larned gjorde debut i amerikanska mästerskapen (senare US Open i tennis) 1891 och nådde under den följande tjugoårsperioden semifinal eller bättre alla år utom två. Trots sina framgångar lyckades han vinna turneringen först vid 28 års ålder, 1901, då han finalbesegrade landsmannen Beals Wright. År 1902 mötte han britten Reginald Doherty i finalen och segrade med 4-6, 6-2, 6-4, 8-6. Med sina totalt sju singeltitlar i turneringen är han tillsammans med Bill Tilden och Richard Sears den framgångsrikaste singelspelaren i den turneringen. 
William Larned deltog i det amerikanska Davis Cup-laget 1902-03, 1905, 1908-09, 1911-12. Han spelade totalt 14 matcher, alla på gräs, och vann nio av dessa. År 1902 mötte det amerikanska laget, i vilket också Dwight F. Davis deltog, ett brittiskt lag med Joshua Pim och Reginald Doherty i Challenge Round som spelades i USA. Larned besegrade Pim (6-3, 6-2, 6-3), men förlorade, trots en mycket stark inledning av matchen mot Doherty (6-2, 6-3, 3-6, 4-6, 4-6). USA vann dock Cup-titeln med 3-2 i matcher. Säsongen 1903 förlorade USA titeln till ett brittiskt lag som nu förstärkts med den andre av bröderna Doherty, Laurence Doherty. Larned förlorade därvid sin enda spelade match i finalen mot just Laurence Doherty. I World Group-finalen 1905 besegrade Larned de båda australasiatiska storspelarna Norman Brookes och Anthony Wilding, vilket även hans singelspelande lagkamrat Beals Wright lyckades göra.

## Spelaren och personen
William Larned var en atletiskt byggd person som hade talang för ett flertal idrotter. Förutom tennis ägnade han sig åt landhockey, golf och gevärsskytte. Hans tennisspel karakteriserades av ett kraftfullt baslinjespel med ett tungt, överskruvat (topspin) forehandslag. 
Det sägs att Larned led av ökad infektionskänslighhet alltsedan de strapatser han utsattes för under sin kavalleritjänstgöring 1898 med the "Rough Riders" i det Spansk-Amerikanska kriget. Han tvingades sluta tävlingsspela 1912 på grund av reumatisk feber, till följd av en svår halsinfektion. 
Han designade en tennisracket med stålram 1922.
Efter att delvis ha förlamats i samband med en hjärnhinneinflammation, begick Larned självmord vid 53 års ålder. 
William Larneds bror, Edward Larned, var också en framstående tennisspelare och under en period amerikansk etta.

## Grand Slam-titlar
- Amerikanska mästerskapen
  - Singel - 1901, 1902, 1907, 1908, 1909, 1910, 1911